# Radosław Poleski
Radosław Poleski (ur. w 1985) – polski astronom, pracownik Obserwatorium Astronomicznego Uniwersytetu Warszawskiego. Zajmuje się poszukiwaniem i badaniem planet pozasłonecznych za pomocą technik mikrosoczewkowania grawitacyjnego.

## Życiorys
Uczęszczał do I Liceum Ogólnokształcącego Dwujęzycznego im. Mikołaja Kopernika w Kołobrzegu. Laureat 47. Olimpiady Astronomicznej (2004). W 2009 roku ukończył studia astronomiczne na Wydziale Fizyki Uniwersytetu Warszawskiego. Tytuł magistra uzyskał na podstawie pracy Zmiany okresów cefeid z Wielkiego Obłoku Magellana w danych OGLE i MACHO, którą napisał pod kierunkiem prof. dr. hab. Igora Soszyńskiego. W 2012 roku w Obserwatorium Astronomicznym Uniwersytetu Warszawskiego obronił pracę doktorską na temat Astrometry of the OGLE-III data, której promotorem był prof. dr hab. Igor Soszyński, a promotorem pomocniczym – dr hab. Szymon Kozłowski. W 2022 roku Rada Naukowa Dyscypliny Astronomia UW przyznała mu stopień doktora habilitowanego i wyróżniła osiągnięcie habilitacyjne będące podstawą nadania stopnia na podstawie pracy Badania planet pozasłonecznych na szerokich orbitach metodą mikrosoczewkowania grawitacyjnego.
Od 2010 do 2012 i ponownie od 2020 roku pracuje w Obserwatorium Astronomicznym Uniwersytetu Warszawskiego, początkowo na stanowisku asystenta naukowego, a od 2020 roku na stanowisku adiunkta badawczego. W latach 2013–2019 pracował naukowo na Uniwersytecie Stanu Ohio, początkowo jako tzw. „postdoctoral researcher”, a od 2016 roku jako „research associate”.
Jego praca magisterska została wyróżniona nagrodą Wydziału Fizyki UW, a praca doktorska – Nagrodą Prezesa Rady Ministrów (2013). W 2017 roku był jednym z laureatów NASA Group Achievement Award za przygotowanie i przeprowadzenie jednej z kampanii obserwacyjnych zgrubienia centralnego Galaktyki (K2C9). Jego dotychczasowa praca naukowa została w 2019 roku wyróżniona Nagrodą Młodych PTA. Był także członkiem zespołu (pod kierunkiem prof. dr. hab. Andrzeja Udalskiego), który w 2020 roku otrzymał Nagrodę Prezesa Rady Ministrów za działalność naukową. Od września 2019 roku jest członkiem Polskiego Towarzystwa Astronomicznego, a od kwietnia 2021 roku – członkiem Międzynarodowej Unii Astronomicznej.
Do 2022 roku był autorem lub współautorem ponad 340 prac naukowych odnotowanych w bazie Scopus, w grudniu 2022 miał wskaźnik Hirscha 56.